# Eddy Heurlie
Eddy Heurlie (Le Lamentin, Martinica, 27 de diciembre de 1977) es un exfutbolista de Martinica que jugaba en la posición de guardameta.

## Carrera

### Club
| Periodo   | Club               |
| --------- | ------------------ |
| 1997-2000 | Aiglon du Lamentin |
| 2000-2003 | Troyes AC          |
| 2003-2004 | US Raon-l'Étape    |
| 2004–2006 | Aiglon du Lamentin |
| 2006–2008 | AS Samaritaine     |
| 2008–2015 | CS Bélimois        |
| 2015–2016 | Golden Lion FC     |
| 2016–2019 | RC Rivière-Pilote  |

### Selección nacional
Jugó para Martinica en 40 ocasiones de 2001 a 2010, participó en dos ediciones de la Copa de Oro de la Concacaf donde anotó un penal en el desempate en los cuartos de final de la edición de 2002 ante Canadá.

## Logros
- Coupe de l'Outre-Mer (1): 2010